# Landon Young
Landon Young (Caneyville, 21 agosto 1997) è un giocatore di football americano statunitense che milita nel ruolo di offensive tackle per i New Orleans Saints della National Football League (NFL).

## Carriera

### New Orleans Saints
Young al college giocò a football all'Università del Kentucky. Fu scelto dai New Orleans Saints nel corso del sesto giro (206º assoluto) del Draft NFL 2021. Nella sua stagione da rookie disputò 10 partite, di cui una come titolare, prima di venire inserito in lista infortunati il 23 novembre.